# Jan Roothaan

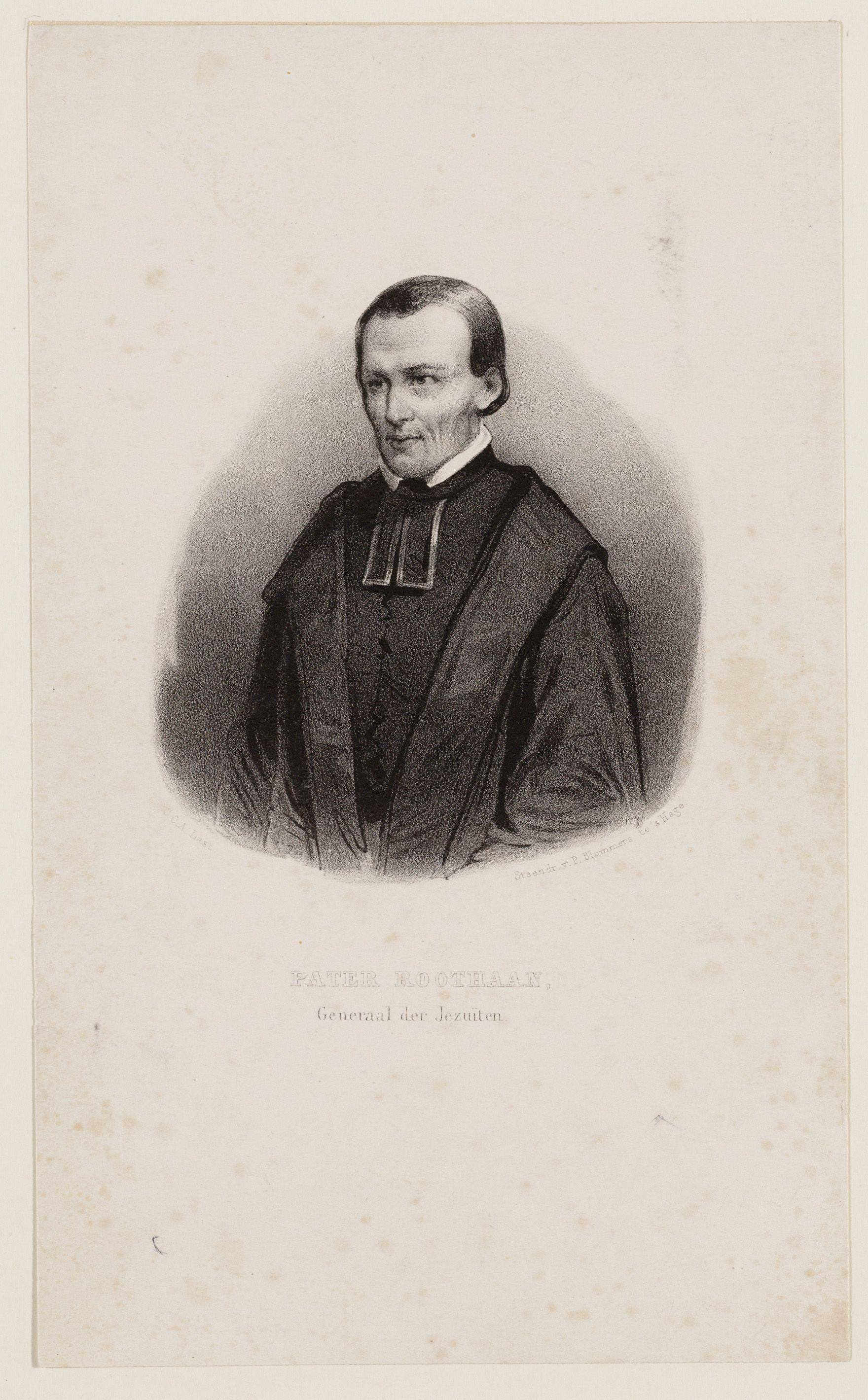
Jan Roothaan

Jan Philip Roothaan (ook Joannes Philippus Roothaan) (Amsterdam, 23 november 1785 – Rome, 8 mei 1853) was een Nederlands jezuïet. Hij was de 21e generaal-overste van de Sociëteit van Jezus en een van de invloedrijkste jezuïeten van de 19e eeuw.

## Opleiding
Roothaan werd geboren in de Laurierstraat 62 te Amsterdam, als jongste van drie zoons van de chirurg Matthias Egbert Roothaan en diens echtgenote Maria Angela ter Horst. De familie was oorspronkelijk protestant, maar na zijn verhuizing uit Frankfurt am Main was grootvader Roothaan katholiek geworden. Als kind was Roothaan misdienaar in de Krijtberg. Hij bezocht in Amsterdam het gymnasium, welke school hij op 16-jarige leeftijd succesvol afsloot. Vervolgens genoot hij aan het Athenaeum Illustre onderwijs bij David Jacob van Lennep.
Op 30 juni 1804 trad Roothaan in de orde en begon aan zijn noviciaat in Daugavpils (Dünaburg) in Letland. Op 21 juni 1806 deed hij zijn eenvoudige eeuwige geloften. Hij werkte tot 1809 in het gymnasium. Vervolgens studeerde hij filosofie en theologie aan het opleidingsinstituut van zijn orde in Polozk. In januari 1812 ontving hij de priesterwijding en in hetzelfde jaar werd hij als professor voor retorica aangesteld aan het college te Pusza. Van 1816 tot 1820 werkte hij aan het college te Orscha in Wit-Rusland. In maart 1820 moesten alle jezuïeten Rusland verlaten. Roothaan week uit naar Brig in Wallis (Zwitserland). Hij was daar drie jaar als docent werkzaam. In 1823 werd hij aangesteld als leider van het college in Rome.

## Generaal-Overste
Nadat op 29 januari 1829 de 20e generaal-overste van de Jezuïetenorde, Aloisius Fortis, was gestorven werd Roothaan op 9 juli van dat jaar als zijn opvolger gekozen. De belangrijkste opgave gedurende zijn generalaat bestond uit het stabiliseren van de orde der Jezuieten, die in 1773 door Paus Clemens XIV was verboden en pas in 1814 door paus Pius VII weer werd toegestaan. Roothaan wordt om die reden soms wel de 'tweede stichter van de jezuïetenorde' genoemd. Roothaan spoorde de provinciaal oversten aan zoveel mogelijk priesters voor de RK-missie uit te zenden naar de Verenigde Staten, net zoals in voorgaande eeuwen honderden missionarissen de conquistadores vergezeld hadden naar Latijns Amerika en de Filipijnen. Zijn aansporingen speelden een belangrijke rol in het Brabants katholiek offensief in de VS.
De revolutie van 1848 dwong Roothaan tijdelijk de stad Rome te verlaten. Hij maakte van de mogelijkheid gebruik door Europa te reizen en bezocht Nederland in 1849. In 1850 keerde hij terug naar het moederhuis in Rome.
Roothaan stierf na een lange ziekte op 67-jarige leeftijd te Rome. Zijn opvolger was de Vlaming Peter Jan Beckx. Roothaan werd begraven in een speciale grafkelder voor jezuïetengeneraals in de Gesùkerk. In 1953 werden zijn stoffelijke resten herbegraven in een zijkapel van de kerk.

## Verering
Wegens de devotie tot Roothaan werd in 1927 het proces van zijn zaligverklaring begonnen. Het hart van Roothaan werd in 1935 op sterk water gezet en in een buste geplaatst. Deze stond lange tijd in de sacristie van het generalaat in Rome. Op 5 mei 1957 werd in het achterhuis van de pastorie van de Krijtberg het Roothaan-museum geopend. Er werden onder meer een haarlok, een stukje bot, zijn bureau en twee beelden bewaard.
Afnemende devotie en het uitblijven van wonderen hebben de zaligverklaring van Roothaan vertraagd. Hoewel het proces al lang lijkt stil te staan, is het nooit gesloten. Om de devotie nieuw leven in te blazen werd op zondag 23 november 2008 in de Amsterdamse kerk de Krijtberg door pauselijk nuntius François Bacqué een nieuwe reliekschrijn onthuld met het op sterk water gezette hart van Roothaan.
Naar Roothaan werd het Roothaanhuis en Roothaantheater aan de Rozengracht in Amsterdam genoemd (1929); een scoutinggroep uit Doetinchem (rond 1937); een klok van de Krijtberg (1949); een jongensgilde in Den Haag (rond 1950); een katholieke basisschool in Creil (1957); Mount Roothaan, Idaho, VS.